# Pybrac
Pybrac est un recueil de 313 quatrains érotiques de l'écrivain Pierre Louÿs, publié clandestinement en 1927, après la mort de l'auteur, par l'éditeur René Bonnel.
Un exemplaire de l'édition de 1932 relié par Roger Devauchelle fait partie des collections de la  Bibliothèque nationale de France.
Le nom énigmatique renvoie au magistrat et poète toulousain Guy du Faur de Pibrac (1529-1584), auteur d'un recueil de quatrains moralisateurs. Comme avec le Manuel de civilité pour les petites filles à l'usage des maisons d'éducation, Louÿs détourne un genre ennuyeux et moralisateur en une fantaisie érotique, tout en gardant la stricte organisation formelle de son modèle.
Tous les quatrains commencent par le même début "Je n'aime pas à voir..." Ils sont tous hilarants mais "le rythme des quatrains provoquent au bout du compte un effet quasi hypnotique, à la façon de véritables mantras pornographiques" 